# Antonio Marchesi
Antonio Marchesi (Roma, 1958) è un giurista e filosofo del diritto italiano.

## Biografia
Laureato in Giurisprudenza nell’Università di Roma “La Sapienza” (1985), è Dottore di ricerca in Scienze Giuridiche dell’Istituto Universitario Europeo (1991). Dal 2005 è Professore Associato di Diritto internazionale nella Facoltà di Giurisprudenza dell’Università di Teramo. Ha tenuto corsi nella Facoltà di Filosofia dell’Università di Roma “La Sapienza” (2001-2011) e nella John Cabot University (2007-2008) e tiene attualmente corsi per la Società Italiana per l’Organizzazione Internazionale (dal 2009) e per la American University of Rome ( dal 2016). Per quest'ultima dirige altresì il Graduate Program in Peace Studies and Conflict Resolution(dal 2023). È autore di articoli e saggi, apparsi su riviste giuridiche e in volumi collettanei, nonché autore o curatore di libri di carattere sia scientifico che divulgativo. Ha curato pubblicazioni per conto di organizzazioni non governative e scritto editoriali e commenti su quotidiani e periodici.
È membro della sezione italiana di Amnesty International dal 1977 e ne è stato Presidente dal 1990 al 1994 e dal 2013 al 2019. Per conto di Amnesty International ha svolto, negli anni ’80 e ’90, missioni di ricerca e osservazioni processuali (negli Stati Uniti, in Uganda, in Algeria e in Tunisia) e ha fatto parte di delegazioni a conferenze internazionali (tra cui, nel 1998, la Conferenza istitutiva della Corte penale internazionale). In qualità di consulente ha collaborato con il Segretariato internazionale di Amnesty International, il Comitato europeo per la prevenzione della tortura (CEPT), la Relatrice speciale sulla pena di morte del Parlamento europeo, la Commissione Europea (Europaid) e con varie organizzazioni non governative sia italiane che straniere. Ha collaborato inoltre con l’Osservatorio sulle carceri dell’associazione Antigone (2002-2008), ed è stato vicepresidente del Comitato etico sulle sponsorizzazioni del Comune di Roma (2005-2008), nonché “Esperto in tutela internazionale dei diritti umani” per il Garante nazionale sui diritti delle persone private della libertà (GNPL) (2017-2023).
I temi ai quali si è dedicato in modo particolare, attraverso la ricerca e l’insegnamento e come attivista/consulente, sono: la responsabilità internazionale degli Stati, il sistema internazionale di protezione dei diritti umani, l’abolizione della pena di morte, la prevenzione e la punizione della tortura, i crimini internazionali e la giustizia penale internazionale, i diritti dei rifugiati e dei migranti.

## Pubblicazioni principali
- Genocidi (con R.Noury), People, 2025
- Giustizia senza confini. Crimini internazionali e lotta all'impunità (con R. Noury), People, 2023
- Amnesty International in Italia , e/o, 2023
- La protezione internazionale dei diritti umani , Giappichelli, 2021 (2ª ed. 2023)
- Contro la tortura. Trent’anni di battaglie politiche e giudiziarie, Infinito edizioni, 2019
- International Law for the protection of the Human Being. Essays in Honor of Judge Flavia Lattanzi (curato assieme a P.Acconci, D. Donat-Cattin, G.Palmisano, V.Santori), Brill, 2016
- La protezione internazionale dei diritti umani. Nazioni Unite e organizzazioni regionali, Franco Angeli, 2011
- Diritti umani e Nazioni Unite. Diritti, obblighi e garanzie, Franco Angeli, 2007
- Il diritto dell'Unione Europea. Dinamiche e istituzioni dell'integrazione (con G.Scotto), Carocci, 2005
- La pena di morte. Una questione di principio, Laterza, 2004
- Obblighi di condotta e obblighi di risultato. Contributo allo studio degli obblighi internazionali, Giuffrè, 2003
- La disavventura del generale. Il caso Pinochet e la repressione della tortura, Edizioni Cultura della Pace, 2001
- I diritti dell'uomo e le Nazioni Unite. Controllo internazionale e attività statali di organi internazionali, Franco Angeli, 1996
- Un errore capitale. Il dibattito sulla pena di morte, Edizioni Cultura della Pace, 1995